# Lángfő
Lángfő elpusztult település a Sárközben, Bátaszék mellett, a Sárvíz és a Lajvér-patak összefolyásánál. 
1476-ban már összeírták a bátaszéki apátság javai között: „Lángfő faluban van négy hordó bor.” 1559-ben a Szigetvárhoz adózó Tolna vármegyei falvak között szerepelt, ekkor a budai káptalané volt és tartozott 20 forinttal. 1559. november 16-án Tóth Gáspár bíró bevett a várba 7 forintot. 1558-ban búzatizedet 1 kereszt és 12 marok után fizettek 2 forint 32 dénárt. 1561-ben Lángfőn gabonatizedként Marton Tamás és Pipo Bálint szolgáltatott be egy-egy kereszt búzát. Az 1564. évi dikális összeírásban fél portával szerepel. Az 1554-es defter szerint 5, 1565-ben 7 adózója volt. Az 1558-as egyházi tizedösszeírásban Bartha Tamás szerepel, aki harmadízben fizet 2 forint 40 dénárt. Az előbbi defterben található Kun Bálinton kívül az 1564-es tizedösszeírásban Marton Tamás, Pipó Bálint, Porkoláb Lukács neve is.
A település a 16. század második felében pusztulhatott el.